# 神奈川県立中央農業高等学校
神奈川県立中央農業高等学校（かながわけんりつ ちゅうおうのうぎょうこうとうがっこう）は、神奈川県海老名市中新田に所在する公立の農業高等学校。

## 設置学科
- 園芸科学科
- 畜産科学科
- 農業総合科

## 沿革
- 1906年 愛甲郡立農業補習学校として開校。
- 1907年 愛甲郡立第一実業補習学校と改称。
- 1909年 愛甲郡実業補習学校と改称。
- 1910年 愛甲郡高等実業補習学校と改称。
- 1911年 愛甲郡実業学校と改称。
- 1917年 愛甲郡農業学校と改称。
- 1923年 愛甲農業学校と改称、愛甲農蚕学校と改称。
- 1936年 神奈川県立愛甲農業学校と改称。
- 1948年 神奈川県立愛甲農業高等学校と改称。
- 1965年 神奈川県立中央農業高等学校と改称。
- 2006年 創立100周年を迎える。
- 2012年10月 - ファミリーマートと共同開発したスイーツ2種類を発売する。[1][2]

## 交通
- 小田急線・JR相模線厚木駅から徒歩20分
- 相鉄線海老名駅から
  - 徒歩約25分
  - 神奈川中央交通 長16で、「農業高校前」下車

## 著名な出身者
- 小林常良 - 厚木市長を2007年から4期16年務めた。